# ایزابلا بیتون

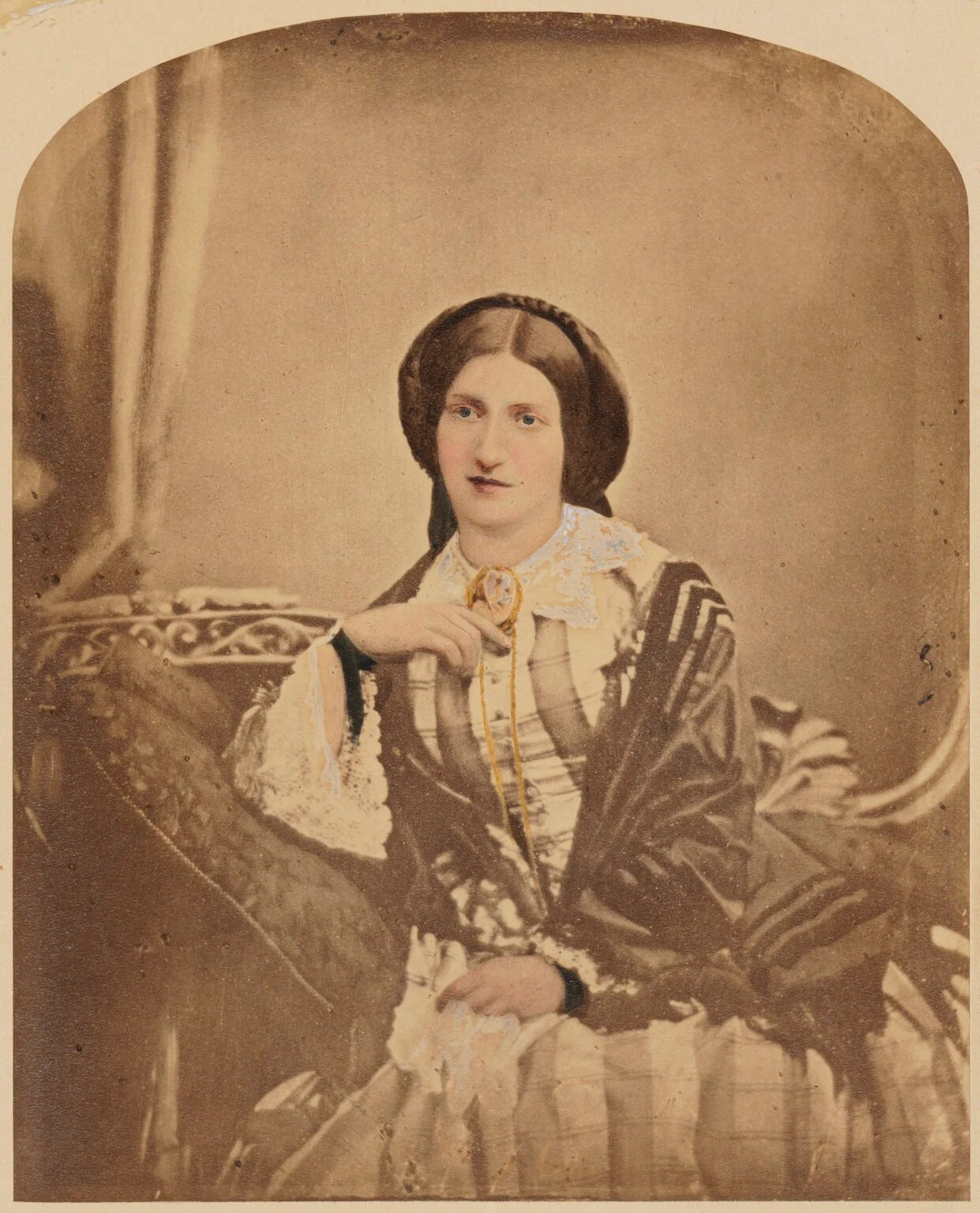
ایزابلا بیتون (با نام خانوادگی میسون)، در حدود سال ۱۸۵۴

ایزابلا مری بیتون (با نام خانوادگی میسون؛ ۱۴ مارس ۱۸۳۶– ۶ فوریه ۱۸۶۵)، معروف به خانم بیتون، روزنامه‌نگار، ویراستار و نویسنده انگلیسی بود. شهرت نام او مربوط به اولین انتشارش یعنی کتاب مدیریت خانگی خانم بیتون، اثر ۱۸۶۱ است. او در لندن به دنیا آمد و پس از تحصیل در ایزلینگتون، شمال لندن، و هایدلبرگ، آلمان، با ساموئل اورچارت بیتون، ناشر و سردبیر مجله جاه طلب، ازدواج کرد.
در سال ۱۸۵۷، کمتر از یک سال پس از ازدواجش، بیتون شروع به نوشتن برای یکی از نشریات همسرش به نام مجله زن انگلیسی کرد. او داستان‌های فرانسوی را ترجمه کرد و ستون آشپزی را نوشت، در ابتدا همه نوشته‌ها از آثار دیگران سرقت شده بودند یا توسط خوانندگان مجله ارسال می‌شدند. در سال ۱۸۵۹، بیتون مجموعه‌ای از نوشته‌های ماهانه ۴۸ صفحه‌ای را برای مجله زن انگلیسی  منتشر کرد. ۲۴ قسمت در یک جلد به عنوان کتاب مدیریت خانوار خانم بیتون در اکتبر ۱۸۶۱ منتشر شد که در سال اول ۶۰۰۰۰ نسخه فروخت. بیتون در حال کار بر روی نسخه ای خلاصه شده از کتاب خود بود که قرار بود به نام فرهنگ آشپزی روزمره باشد که در فوریه ۱۸۶۵ بر اثر تب نفاس در سن ۲۸ سالگی درگذشت. او چهار فرزند به دنیا آورد که دو تای آنها در نوزادی فوت کردند و چندین بار سقط جنین داشت.
کتاب مدیریت خانه چندین بار پس از مرگ بیتون ویرایش و بازنگری شده است و همچنان تا سال ۲۰۱۶ چاپ شد. نویسندگان غذا بیان کرده‌اند که نسخه‌های بعدی این اثر، سطح بسیار پایین‌تری نسبت به نسخه اصلی دارند. چندین نویسنده آشپزی، از جمله الیزابت دیوید و کلاریسا دیکسون رایت، از کار بیتون، به ویژه استفاده او از دستور العمل‌های دیگران انتقاد کرده‌اند. نام او با دانش و قدرت در آشپزی و مدیریت خانه ویکتوریایی پیوند خورده است، و فرهنگ انگلیسی آکسفورد بیان می‌کند که تا سال ۱۸۹۱ اصطلاح خانم بیتون به عنوان یک نام عمومی برای یک مقام داخلی استفاده شده است. او همچنین به عنوان یک تأثیر قوی در ساخت یا شکل‌دادن به هویت طبقه متوسط دوره ویکتوریا در نظر گرفته می‌شود.

## زندگی‌نامه

### زندگی ۱۸۳۶–۱۸۵۴

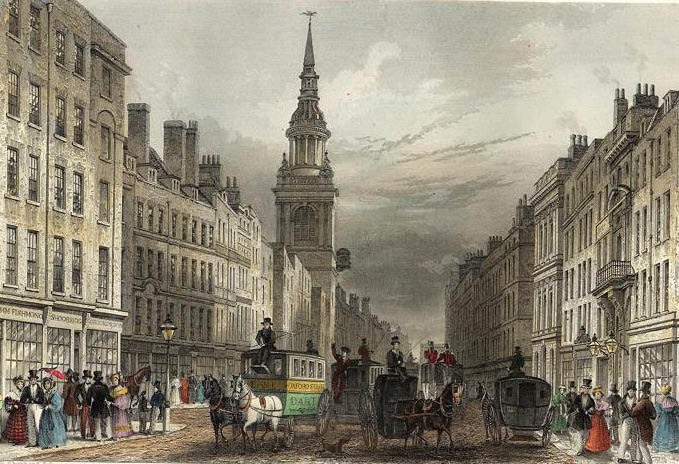
چیپساید، لندن، جایی که ایزابلا و خانواده اش در سال ۱۸۳۶ به آنجا نقل مکان کردند

ایزابلا میسون در ۱۴ مارس ۱۸۳۶ در ماری‌لبون لندن به دنیا آمد. او بزرگ‌ترین فرزند از سه دختر بنجامین میسون و همسرش الیزابت بود. مدت کوتاهی پس از تولد ایزابلا، خانواده به خیابان چیپساید نقل مکان کردند، جایی که بنجامین تجارت می‌کرد. او هنگامی که ایزابلا چهار ساله بود درگذشت و الیزابت که باردار بود و نمی‌توانست به تنهایی با بزرگ کردن بچه‌ها کنار بیاید در حالی که تجارت بنیامین را حفظ می‌کرد، دو دختر بزرگش را برای زندگی نزد خویشاوندان فرستاد. ایزابلا به کامبرلند، برای زندگی با پدربزرگ پدری خود که اخیراً همسرش را از دست داده بود فرستاده شد. او دو سال بعد نزد مادرش بازگشت.

## ازدواج و حرفه، ۱۸۵۴–۱۸۶۱
در حدود سال ۱۸۵۴ ایزابلا میسون با ساموئل اورچارت بیتون آشنا شد. خانواده او همزمان با میسون‌ها در خیابان میلک زندگی می‌کردند - پدر ساموئل هنوز مغازه ای را در آنجا اداره می‌کرد - و خواهران ساموئل نیز در همان مدرسه هایدلبرگ با ایزابلا تحصیل کرده بودند. ساموئل اولین ناشر بریتانیایی کلبه عمو تام اثر هریت بیچر استو در سال ۱۸۵۲ بود و همچنین دو مجله مبتکرانه و پیشگام منتشر کرده بود: مجله خانگی زن انگلیسی در سال ۱۸۵۲ و مجله پسران خود در سال ۱۸۵۵.

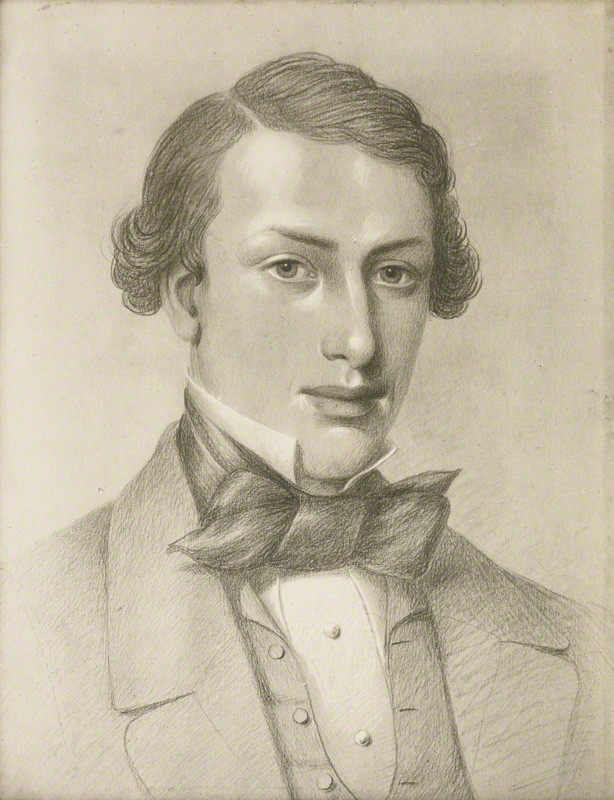
ساموئل اورچارت بیتون در سال ۱۸۶۰

آن‌ها نامزدی خود را در ژوئن ۱۸۵۵ اعلام کردند. این ازدواج در ژوئیه سال بعد در کلیسای سنت مارتین، اپسوم انجام و در روزنامه تایمز اعلام شد. ساموئل «با احتیاط اما عزمی راسخ به برابری زنان معتقد بود» و رابطه آنها، چه شخصی و چه حرفه ای، یک مشارکت برابر بود. این زوج برای یک ماه عسل سه هفته ای به پاریس رفتند و پس از آن مادر ساموئل در بازدید از هایدلبرگ به آنها پیوست. آنها در ماه اوت به بریتانیا بازگشتند.
ساموئل همسرش را متقاعد کرد تا در مجله خانگی زن انگلیسی همکاری کند، نشریه ای که نویسندگان غذا، مری آیلت و الیو اوردیش معتقدند «برای راضی کردن زنان به سهم خود در خانه، نه برای علاقه‌مندی آنها به دنیای بیرون» طراحی شده بود. این مجله مقرون به صرفه بود، هدف آن زنان جوان طبقه متوسط بود و از نظر تجاری موفق بود و تا سال ۱۸۵۶ ماهانه ۵۰۰۰۰ شماره می‌فروخت. بیتون برای این مجله با ترجمه داستان‌های فرانسوی به عنوان داستان یا سریال شروع به کار کرد.
او بعد از مدت کوتاهی شروع به نوشتن ستون آشپزی کرد. اولین پسر بیتون و ساموئل اورچارت، در اواخر ماه مه ۱۸۵۷ به دنیا آمد، اما در پایان اوت همان سال درگذشت. در گواهی فوت، علت مرگ اسهال و وبا ذکر شده است.

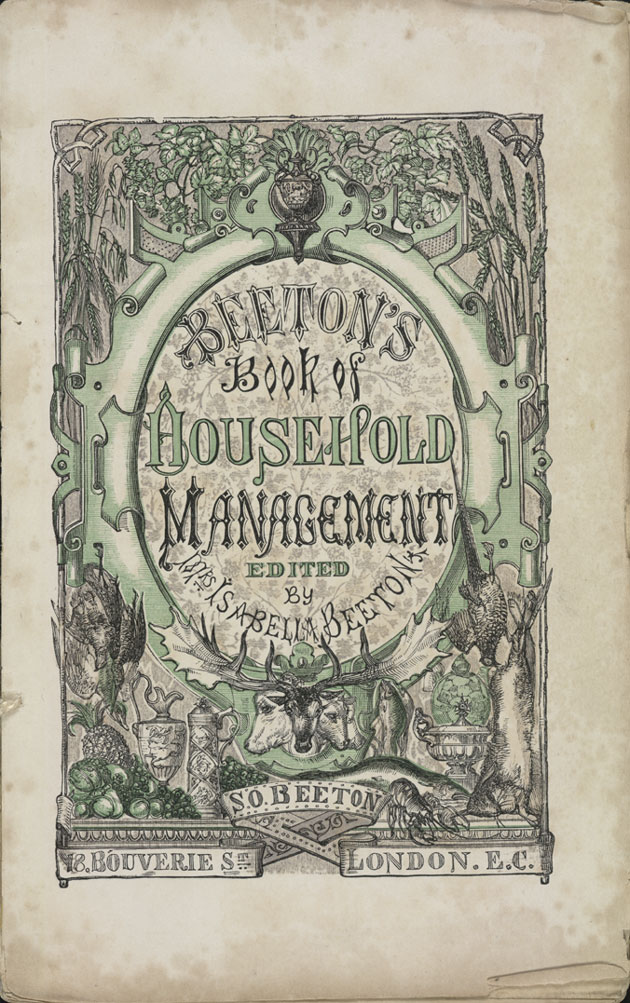
صفحه عنوان کتاب مدیریت خانه خانم بیتون ، منتشر شده در سال ۱۸۶۱

بیتون در حالی که با از دست دادن فرزندش کنار می‌آمد، به کار در مجله ادامه داد. اگرچه او آشپز نبود، اما او و ساموئل دستور پخت غذا را از منابع دیگر دریافت می‌کردند و در اختیار خوانندگان قرار می‌دادند. حدود ۲۰۰۰ نفر از خوانندگان هم دستورالعمل‌های آشپزی خود را برای بیتون فرستادند و ائو آن‌ها را انتخاب و ویرایش کرد و برای چاپ در مجله فرستاد.
آثار منتشر شده نیز کپی شده و عمدتاً به هیچ‌یک از منابع نسبت داده نشده است.